# 拉莫特沙朗孔
拉莫特沙朗孔（法語：La Motte-Chalancon，法語發音：[la mɔt ʃalɑ̃kɔ̃]）是法国德龙省的一个市镇，属于迪镇区。

## 地理
拉莫特沙朗孔（44°29'7"N, 5°22'46"E）面积22.83 平方千米，位于法国奥弗涅-罗讷-阿尔卑斯大区德龙省，该省份为法国东南部内陆省份，北起顺时针与伊泽尔省、上阿尔卑斯省、上普罗旺斯阿尔卑斯省、沃克吕兹省和阿尔代什省接壤。
与拉莫特沙朗孔接壤的市镇（或旧市镇、城区）包括：阿尔纳永、迪瓦地区贝勒加德、沙朗孔、乌勒河畔科尔尼永、埃斯塔布莱、容谢尔、罗捷。

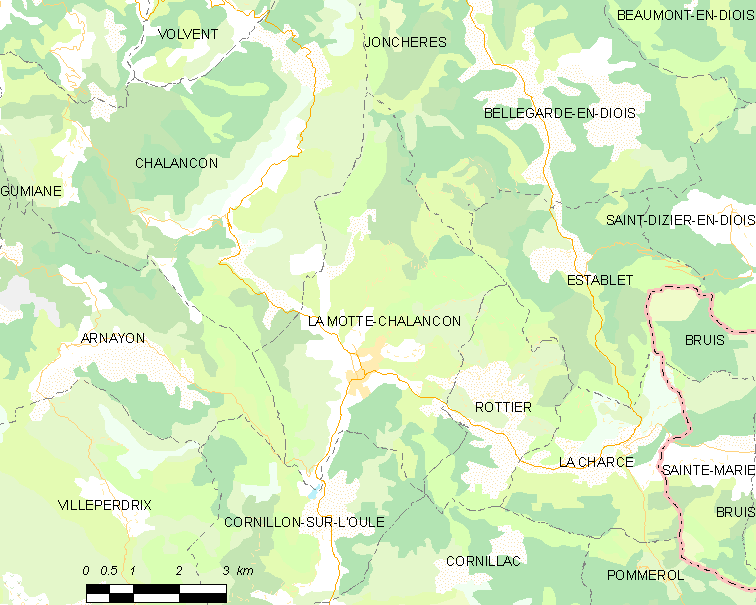
拉莫特沙朗孔的OSM定位图

拉莫特沙朗孔的时区为UTC+01:00、UTC+02:00（夏令时）。

## 行政
拉莫特沙朗孔的邮政编码为26470，INSEE市镇编码为26215。

## 政治
拉莫特沙朗孔所属的省级选区为迪瓦县。

## 人口

1962-2008年间拉莫特沙朗孔人口变化图示

拉莫特沙朗孔于2022年1月1日时的人口数量为400人。